# 莫妮克·亞歷山大
莫妮克·亞歷山大（英語：Monique Alexander，1982年5月26日—），出生在加州瓦列霍，是一名美國色情演員及成人模特兒。

## 生平
莫妮克18歲時開始在沙加緬度擔任脫衣舞者以填補白天擔任招待員的微薄薪水。2001年，莫妮克參與《Hot Showers Number 2》一片中的女女演出，正式進入成人影片界，同年與 Sin City 簽下合約。另外，她還參與一些由HBO和Cinemax所製作的軟性情色影片，如《Hotel Erotica》、《The Sex Spa》、《Sex House》與《Voyeur: Inside Out》。她也擔任網路裸體模特兒。2002年，莫妮克還參與由史蒂芬·鮑德溫（Stephen Baldwin）和凱莉·沃洛（Kari Wührer）所主演的電影《桃色危機》（Spider's Web）。
2004年，莫妮克與生動娛樂（Vivid Entertainment）簽下五年合約。2005年，他首度嘗試男女演出。
莫妮克曾在HBO影集《大明星小跟班》（Entourage）第三季完結篇中短暫露臉。2007年，她擔任National Lampoon Comedy Radio的《The Phil Show》運動播報員。
2007年11月10日，莫妮克接受福斯新聞頻道《Red Eye w/ Greg Gutfeld》節目的邀請，討論當時的無黨派研究指出青少年禁慾計畫成效不彰，但安全性行為教育計畫十分成功的議題。她也提到了成為「生動女郎」對她的意義，以及偏愛實作的性教育。2008年2月15日，她與羅恩·傑樂米（Ron Jeremy）以產業代表的身分前往耶魯大學與色情反對方克雷格·葛洛斯（Craig Gross）、唐妮·寶琳（Donnie Pauling）進行辯論。

## 獎項
- 2008年成人影帶新聞獎：最佳全女性性愛場景（影片）－《Sex & Violins》[11]
- 2008年成人影帶新聞獎：最佳群交場景（影片）－《Debbie Does Dallas... Again》[11]
- 2009年成人影帶新聞獎：最佳情侶性愛場景－《Cry Wolf》[12]
- 2010年成人影帶新聞獎提名：最佳情侶性愛場景－《Nymphetamine 3》 和托莉·布萊克
- 2011年成人影帶新聞獎：最佳全情侶性愛場景－《Meow!》 和珍娜·荷茲[13]

## 外部連結
- 官方網站及部落格 （页面存档备份，存于）
- 莫妮克·亞歷山大在互联网电影资料库（IMDb）上的資料（英文）
- 莫妮克·亞歷山大在網際網路成人電影資料庫
- 成人電影資料庫上莫妮克·亞歷山大的资料（英文）
- MySpace （页面存档备份，存于）